# بن مزرعة (مقاطعة دورة)
بن مزرعة (بالفارسية: بن مزرعه) هي قرية تقع في قسم تشكن الريفي (مقاطعة دورة) في إيران. يقدر عدد سكانها بـ 204 نسمة بحسب إحصاء 2016.